# 旺多姆公爵
旺多姆伯爵（Count of Vendôme）和后来的旺多姆公爵（Duke of Vendôme）是法国贵族称号。
第一个已知的持有人的名称是Bouchard Ratepilate，1514年旺多姆成为一个公爵领地，1589年成为亨利四世的皇家领地和头衔。1598年亨利四世将它授于自己的私生子塞萨尔，直至1727年绝嗣。

## 旺多姆伯爵

### Bouchardides
- Bouchard Ratepilate（c. 930年 – 956年...967年）
- 布夏尔一世（956年...967年–1005年）, also Count of Paris and Count of Corbeil by marriage
- Renaud（1005年–1017年）, Bishop of Paris 991年–1017年

### 内维尔家族（House of Nevers）
- Bodon of Nevers（1017年–1023年），妻子Adèle de Vendôme-Anjou，富尔克三世和Elisabeth de Vendôme之女
- 布夏尔二世（Bouchard II） (1023年–1028年）
  - under the regency of 富尔克三世（1023年–1027年）
- shared between Adèle de Vendôme-Anjou and Fulk de Vendôme（1028年–1032年）

### 安茹家族（House of Anjou）
- 若弗鲁瓦一世（1032年–1056年），兼安茹伯爵 (succeeded Adèle by cession and drove out Fulk）

### 内维尔家族
- 富尔克·德·旺多姆（1056年–1066年），由亨利一世复职
- 布夏尔三世（1066年–1085年）
  - under the regency of Guy of Nouastre（1066年–1075年）

### 普卢利家族（House of Preuilly）
- 若弗鲁瓦二世（1085年–1102年）, 普卢利勋爵，妻子Euphrosine，Fulk of Vendôme之女
- 若弗鲁瓦三世（1102年–1137年）
  - (1102年–1105年）Euphrosine摄政
- 约翰一世（1137年–1180年）
- 布夏尔四世（1180年–1202年）
- 约翰二世（1202年–1211年）
  - (1202年–1211年）约翰一世之子若弗鲁瓦摄政
- 约翰三世 1211年–1217年

### 蒙特瓦尔家族（House of Montoire）
- 约翰四世（1217年–1230年）, 蒙特瓦尔勋爵，布夏尔四世（Bouchard IV）外孙
- 彼得一世（1230年–1249年）
- 布夏尔五世（1249年–1270年）
- 约翰五世（1271年–1315年）
- 布夏尔六世（1315年–1354年）
- 约翰六世（1254年–1364年）
- 布夏尔七世（1364年–1371年）
- 凯瑟琳·德·旺多姆（1371年–1372年）
  - 祖母让内·德·庞蒂厄（Jeanne de Ponthieu）（1371年–1372年）摄政
  - 和波旁-拉马什的约翰七世（1372年–1393年）
  - 和波旁-旺多姆的路易一世（1393年–1403年）

### 波旁家族（House of Bourbon）
- 路易一世（1403年–1446年）
- 约翰八世（1446年–1477年）
- 弗朗西斯一世（1477年–1495年）
  - 若欧斯的路易（1477年–1484年）摄政
- 夏尔四世（1495年–1514年），旺多姆伯爵头衔1514年升为旺多姆公爵并进入上议院。

### 英格蘭的旺多姆伯爵
- 罗伯特·威洛比，第六代威洛比·德·雷斯比男爵（Robert Willoughby, 6th Baron Willoughby de Eresby，1424年–1430年），由贝德福德公爵约翰授予。

## 旺多姆公爵

### 波旁家族
- 夏尔四世（1514年–1537年）
- 安东尼一世（1537年–1562年），從1555年開始為那瓦拉國王，
- 亨利一世（1562年–1589年），從1589年開始為法國國王，公爵领地成了皇家一部分。

### 个人头衔
- 塞薩爾一世（1598年–1665年）, 亨利四世和加布里埃勒·德斯特雷（Gabrielle d'Estrees）的私生子，出生於1594年，1595年被合法化，1598年封旺多姆公爵
- 路易二世（1665年–1669年）,
- 路易·約瑟夫一世（1669年–1712年）,
- 菲利普（1712年–1727年），路易·約瑟夫一世之弟，法國的馬耳他最高榮譽。

在1712年由路易十四并入皇家领地。
- 路易三世（1771年–1789年），后为国王路易十八。

### 禮貌性頭銜
- 伊曼紐爾一世（1872年–1931年）
- 约翰（九世）（1965年出生）